# Тимурський сільський округ
Тиму́рський сільський округ (каз. Темір ауылдық округі, рос. Тимурский сельский округ) — адміністративна одиниця у складі Отирарського району Туркестанської області Казахстану. Адміністративний центр — село Тимур.
Населення — 4123 особи (2021; 4596 у 2009, 4704 у 1999, 4190 у 1989).
Станом на 1989 рік існувала Тимурська сільська рада (село Тимур, селища Акшокат, Єскора, Роз'їзд 37, Узинкудук), селище Отрабат перебувало у складі Отрарської сільської ради. 1998 року село Отрабат увійшло до складу Тимурського сільського округу.

## Склад
До складу округу входять такі населені пункти:
| Населений пункт    | Колишні назви | Населення, осіб (1989) | Населення, осіб (1999) | Населення, осіб (2009) | Населення, осіб (2021) |
| ------------------ | ------------- | ---------------------- | ---------------------- | ---------------------- | ---------------------- |
| Акшокат, село      | -             | 91                     | 105                    | 119                    | 57                     |
| Єскора, селище     | -             | 21                     | -                      | -                      | -                      |
| Отрабат, село      | -             | 139                    | 152                    | 200                    | 99                     |
| Роз'їзд 37, селище | -             | 18                     | 51                     | 64                     | 33                     |
| Тимур, село        | -             | 3876                   | 4340                   | 4187                   | 3924                   |
| Узинкудук, село    | -             | 45                     | 56                     | 26                     | 10                     |